# Cos de Policia Armada i de Trànsit
El Cos de Policia Armada i de Trànsit, o simplement Policia Armada, va ser una institució armada espanyola creada pel Règim franquista. Va ser fundada després de la Guerra Civil Espanyola, mitjançant les lleis del 3 d'agost de 1939 i del 8 de març de 1941, amb la missió de vigilància total i permanent, així com de repressió quan fos necessari. Els seus membres eren coneguts popularment com a grisos pel color del seu uniforme. La Institució va ser reorganitzada durant la Transició Espanyola i el 1978 substituïda pel Cos de Policia Nacional.

## Història
En finalitzar la Guerra Civil Espanyola, les funcions d'ordre públic i manteniment de l'ordre són exercides directament per l'Exèrcit. El 8 de març de 1941 van ser organitzats els cossos policials, com a element de repressió i manteniment de l'ordre públic. En successius decrets els nous càrrecs de policies van ser reservats a antics combatents del bàndol revoltat i adeptes al règim franquista. També per aquestes dates queda confirmat el seu caràcter i estructura militars. En els primers anys la Policia Armada va disposar d'un equipament deficient i en la seva major part antiquat, tant referent a l'armament com als mitjans de transport.
El seu primer comandant va ser el general Antonio Sagardía Ramos.
La vida dels policies armats no resultava fàcil: tenien prohibit desplaçar-se fora de les seves respectives zones d'actuació o guarnició, com tampoc reunir-se més 4 policies sense autorització, ni publicar llibres i si volien contreure matrimoni, abans d'això havien de proveir una informació prèvia als seus comandaments sobre la parella.
Des dels seus inicis, i de forma combinada juntament amb la Guàrdia Civil, va servir per a la repressió del maqui i els moviments armats opositors al règim en l'àmbit urbà. Les intervencions policials, càrregues i repressió no sempre eren necessàries: la seva sola presència ja exercia de per si sola una forta dissuasió entre manifestants o opositors antifranquistes. En altres ocasions, en operacions de caràcter especial, van participar directament en l'afusellament de condemnats per tribunals militars. Cap a 1968 els efectius de la Policia Armada s'elevaven a uns 20.000 membres. Després de la mort de Franco i el començament de la Transició, el Cos va ser reformat cap a 1978 i substituït pel nou Cos de Policia Nacional. Aquest no ha de ser confós amb l'actual Cos Nacional de Policia (CNP), que va ser creat el 1986 i en el qual la Policia Nacional es va integrar al costat del també extint Cos Superior de Policia.

## Organització
La Policia Armada estava integrada en les Forces Armades i depenia d'elles referent a disciplina, armament i aforament, però per a les seves funcions policials depenia del Ministeri de la Governació a través de la Direcció general de Seguretat. Els seus caps i oficials procedien en la seva majoria de l'Exèrcit de Terra, i més tard també per promoció interna. El seu emblema era l'àguila nimbada de Sant Joan que portava en les seves arpes el jou i les cinc fletxes, simbolitzant el mandat de la protecció dels valors i ideals franquistes.
A mesura que la contestació social al règim es va anar accentuant, amb vagues obreres i estudiantils de mitjan anys 1960, la Policia Armada va ser orientada cap a la seva repressió, resultant pionera en la creació d'unitats antidisturbis especialitzades, com les Companyies de Reserva General (C.R.G.), que es van fundar en 1969. Posteriorment es van ser creant les restants companyies al llarg de tot el territori nacional, en totes aquelles localitats, generalment en les Prefectures de les Circumscripcions, que per la seva especial localització permetien una ràpida mobilització i trasllat d'aquest contingent on se li requerís. Van exercir el paper de forces de xoc de les antigues Banderes Mòbils. Aquestes CRG especialitzades van estar operatives durant tot el tardofranquismo i transició, reconvertint-se més endavant en les Unitats d'Intervenció Policial (UIP).

## Equipament

### Armament
Equip bàsic
- Pistoles Llama i Star S (9c)
- Revòlver Astra 960
- Grillons d'acer

Equip antidisturbis i assalt
- Trenco de protecció amb pantalla i cobreclatells (anys 70)
- Casc de guerra M1 de plàstic endurit (anys 60)
- Casc de guerra model Z42 d'acer (anys 40 a 60)
- Escuts antidisturbis
- Màscares antigas
- Megàfons
- Granades
- Gasos fumígens i lacrimògens
- Defensa flexible de goma de 50 cm de dotació
- Defensa de 70 cm, per a Cavalleria
- Defenses de gas i marcadores de negra
- Defenses elèctriques
- Concertines de filferro d'arç
- Barreres
- Fars i llanternes
- Fusell "NATO" Corunya, amb opció per acoblar-se-li boca "VIPA" per a llançament de pots fum/pilotes
- Escopeta "RUDE"
- Fusell CETME i subfusell Z-70B
- Carabina DestroyerM21

Armament pesant
- Metralladora Alfa 55
- Metralladora Hotchkiss M25
- Morter Valero. Morter

### Uniformes
- En els seus inicis, l'uniforme estava fabricat en drap gris. En diari es feia servir guerrera tancada amb corretja negre, botes altes i capot per a Cavalleria i gorra de plat. El cinturó de la gorra era vermell, i la visera de xarol amb barboqueig.
- Els pantalons era tipus breeches a l'hivern, mentre que a l'estiu era recte.
- Per les altres unitats especials, era capell de soldat, guerrera oberta amb mocador i pantalons tipus noruec amb botes de tres sivelles.
- En l'última època es va reglamentar l'ús dels pantalons de pinces i guerrera grisa oberta, amb camisa grisa i corbata negra. Tot això guarnit amb cinturó de cuir negre i corretges.

| Uniformitat de la Policia Armada |        |           |               |                    |                                     |                     |
|                                  |        |           |               |                    |                                     |                     |
| Primers anys (SC)                | Servei | Guarnició | Serviei estiu | Bandera Mòbil (BM) | Companyies de Reserva General (CRG) | Acadèmia de policia |

### Vehicles
Utilitzats al llarg de la seva història, fins a 1978:
Banderes Mòbils

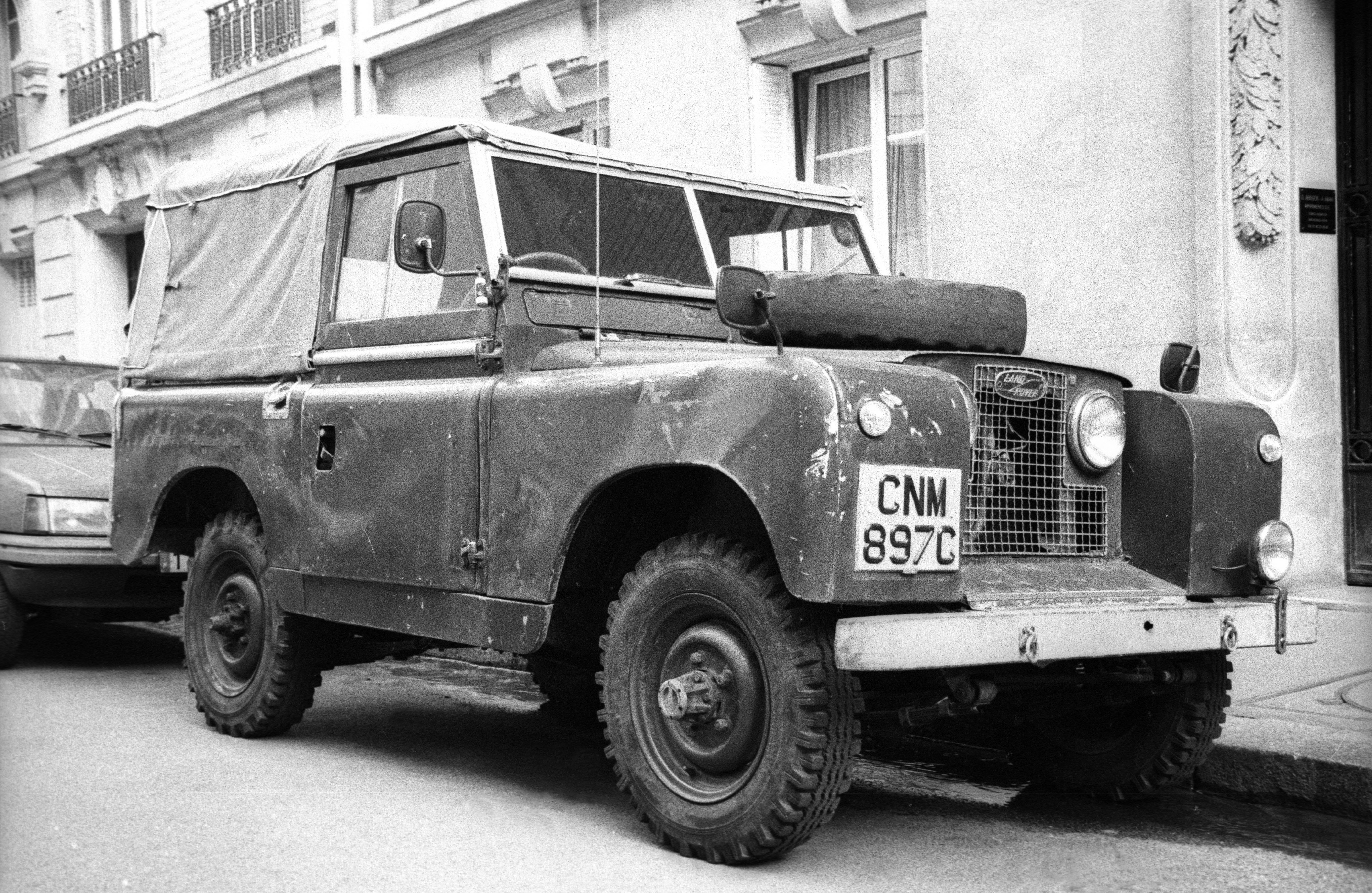
Land Rover Serie II.

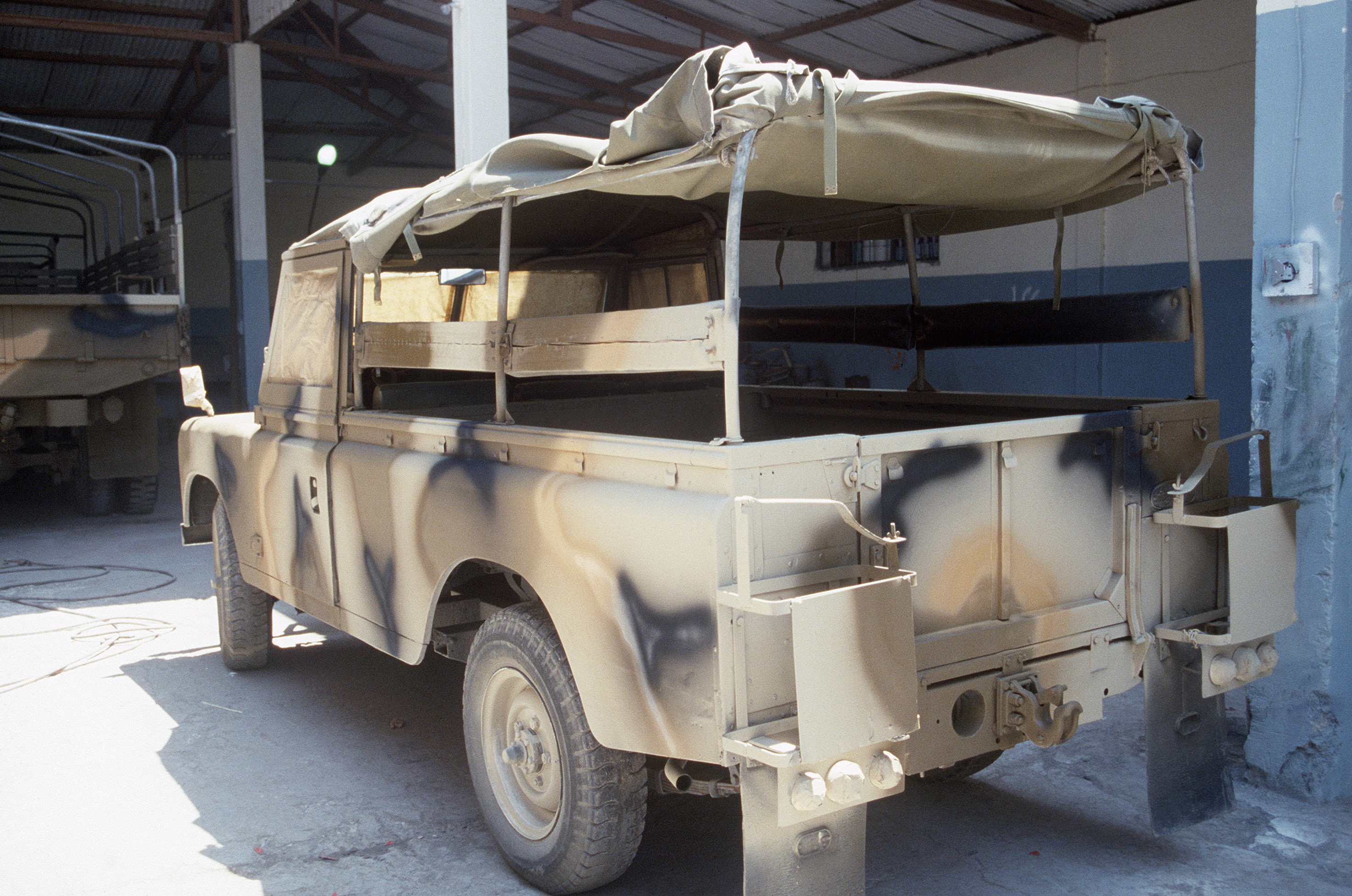
Land Rover Serie III.

- Tot Terreny Land Rover Santana S-II
- Tot Terreny Land Rover Santana S-III, en versió curta i llarga
- Autobús Avia
- Camió Ebre B-45 (obert)
- Motocicleta Sanglas 400

Companyies Reserva General
- Furgó Avia 1250
- Camió llança-aigua Bussing
- Tanqueta Dodge blindada
- Furgó DKW N1000

Banderes de Guarnició
- SEAT 1400
- Bicicleta patrulla de Trànsit
- SEAT 1500
- SEAT 124 break
- Furgó Sava J4 (cel·lular)

Cavalleria
- Camió Avia 2500 doble cabina amb calaix per 4 cavalls

## Ocupacions i Escales

### Oficials
| Codi OTAN | OF-7               | OF-6               | OF-5    | OF-4           | OF-3      | OF-2   | OF-1   | OF-1    |
| --------- | ------------------ | ------------------ | ------- | -------------- | --------- | ------ | ------ | ------- |
| Espanya   | General de Divisió | General de Brigada | Coronel | Tinent Coronel | Comandant | Capità | Tinent | Alferes |
| Espanya   | General de Divisió | General de Brigada | Coronel | Tinent Coronel | Comandant | Capità | Tinent | Alferes |

### Suboficials i Tropa
| Codi OTAN | OR-8      | OR-8    | OR-7    | OR-7           | OR-6           | OR-6    | OR-5    | OR-5           | OR-4           | OR-4    | OR-3    | OR-3               | OR-2               | OR-2    | OR-1    | OR-1 |
| --------- | --------- | ------- | ------- | -------------- | -------------- | ------- | ------- | -------------- | -------------- | ------- | ------- | ------------------ | ------------------ | ------- | ------- | ---- |
| Espanya   |           |         |         |                |                |         |         |                |                |         |         |                    |                    |         |         |      |
| Subtinent | Subtinent | Brigada | Brigada | Sergent primer | Sergent primer | Sergent | Sergent | Caporal primer | Caporal primer | Caporal | Caporal | Policia de Primera | Policia de Primera | Policia | Policia |      |